# Marianne Dahlmo
Marianne Dahlmo (née le 5 janvier 1965) est une ancienne fondeuse norvégienne.

## Jeux olympiques
- Jeux olympiques d'hiver de 1988 à Calgary 
  -  Médaille d'argent en relais 4 × 5 km.

## Championnats du monde
- Championnats du monde de ski nordique 1987 à Oberstdorf 
  -  Médaille d'argent en relais 4 × 5 km.
- Championnats du monde de ski nordique 1989 à Lahti 
  -  Médaille de bronze en relais 4 × 5 km.

## Coupe du monde
- Meilleur classement final: 2e en 1986.
  - 12 podiums en épreuve individuelle dont 4 victoires

### Détail des victoires individuelles
| Date             | Lieu                | pays                 | Compétition |
| ---------------- | ------------------- | -------------------- | ----------- |
| 15 février 1986  | Oberstdorf          | Allemagne de l'Ouest | 20 km TC    |
| 10 décembre 1986 | Ramsau am Dachstein | Autriche             | 10 km TL    |
| 13 décembre 1987 | La Clusaz           | France               | 5 km TL     |
| 13 janvier 1989  | Klingenthal         | Allemagne de l'Est   | 10 km TC    |

Légende :

TC = classique

TL = libre

MS = départ en masse

HS = départ avec handicap

PU = poursuite